# Paul Anka
Paul Albert Anka (Ottawa, 30 luglio 1941) è un cantante, compositore e attore canadese naturalizzato statunitense.
Nella sua lunghissima carriera ha scritto alcune delle canzoni più celebri e rappresentative degli anni '50 e '60 come ad esempio Diana, Lonely Boy, Put your Head on My Shoulder, Puppy Love, You Are My Destiny, Crazy Love, My Home Town continuando una carriera di successo anche nei decenni successivi grazie alla composizione ed interpretazione di hit quali (You're) Having My Baby, I Don't Like to Sleep Alone, Times of Your Life, la versione inglese di My Way composta per Frank Sinatra, She's a Lady interpretata soprattutto da Tom Jones e This Is It scritta insieme a Michael Jackson. Tra gli altri artisti che hanno interpretato le canzoni di Anka figurano Adriano Celentano, Elvis Presley, Barbra Streisand, Connie Francis, Mitch Miller, Buddy Holly, The Doobie Brothers, Linda Ronstadt, The Sex Pistols, Nina Simone, Gypsy Kings e Robbie Williams. Il compositore Giorgio Moroder, tre volte Premio Oscar, ha dichiarato di essersi convinto a fare il musicista dopo aver ascoltato il tormentone del 1957 Diana.
Paul Anka ha venduto oltre 10 milioni di album e 60 milioni di singoli in tutto il mondo (di cui 20 milioni soltanto col singolo Diana) ed ha scritto circa 900 canzoni che sono state interpretate più di 150 milioni di volte; questo lo rende uno degli artisti canadesi più famosi e celebrati di sempre.

## Biografia

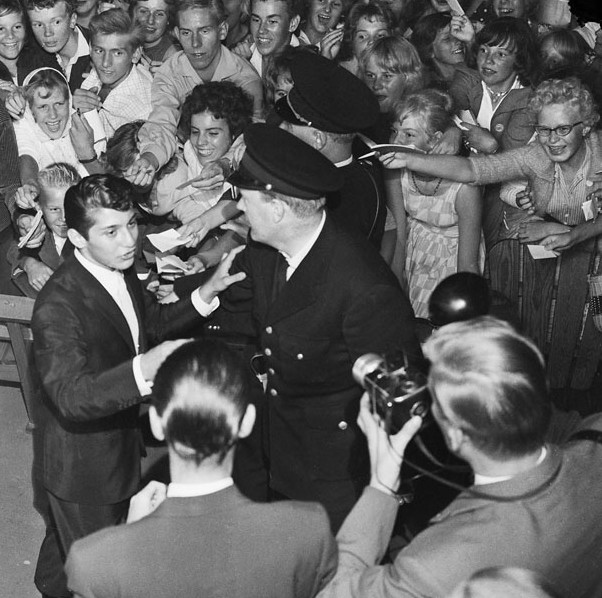
Paul Anka al Gröna Lund, Stoccolma, nel 1959

Nato da Andy e Camelia Tannis, coppia di origine libanese della comunità cattolica maronita, fu accolto nel coro della Chiesa ortodossa di Sant'Elia Antiocheno di Ottawa dove studiò teoria musicale; in seguito studiò alla Fisher Park High School di Ottawa ed entrò a far parte del trio doo-wop studentesco Bobby Soxers. Dopo aver registrato il suo primo singolo, I Confess, all'età di 14 anni, divenne famoso a soli sedici anni nel 1957 con Diana, canzone scritta per un amore non ricambiato (la baby sitter di famiglia, di qualche anno più grande di lui). 
La canzone divenne immediatamente un successo mondiale. 
A Diana seguirono altri successi come You Are My Destiny,  Lonely boy che raggiunse la prima posizione nella Billboard Hot 100 per quattro settimane, la seconda in Olanda, l'ottava in Germania e la nona in Norvegia, Put Your Head On My Shoulder e Puppy Love.

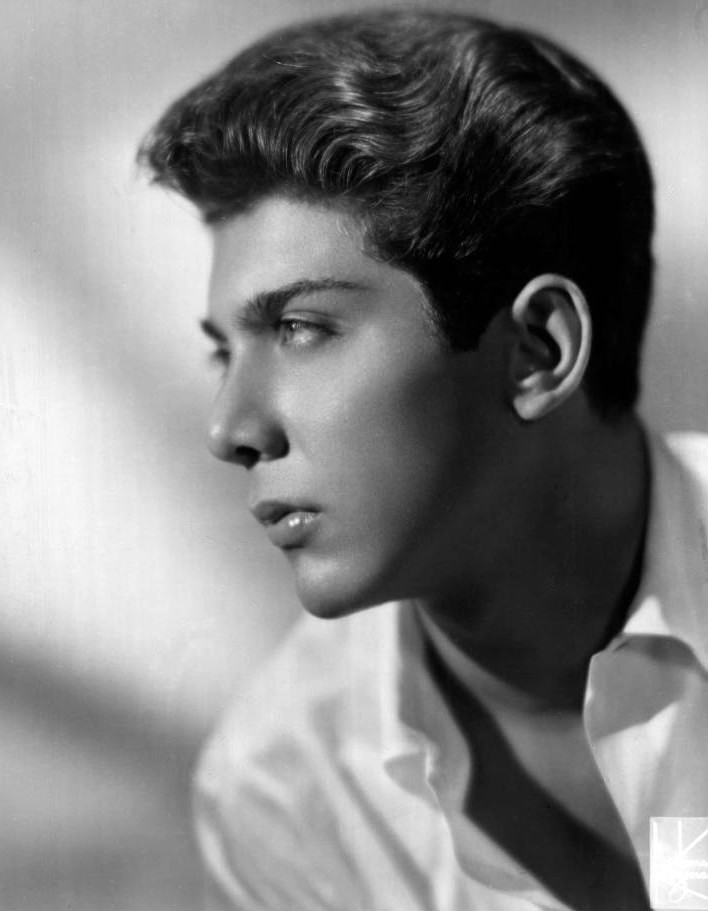
Paul Anka nel 1961

Parte rilevante nella carriera di Paul fu il profondo rapporto di stima e amicizia che lo legava al compositore e direttore d'orchestra Don Costa (padre della cantante Nikka Costa), il quale arrangiò in modo magistrale diverse composizioni di Paul Anka. In Italia, oltre ad avere successo con le versioni italiane dei suoi brani più conosciuti, ebbe anche l'opportunità d'interpretare brani inediti di autori italiani, con i quali entrò più volte in classifica: il più celebre di questi fu Ogni volta, presentato al Festival di Sanremo 1964. Nel 1962 partecipò al film di guerra Il giorno più lungo.
Poi, al Festival di Sanremo 1968 cantò La farfalla impazzita (in coppia con Johnny Dorelli), canzone composta da Lucio Battisti. Dopo qualche anno, Anka interruppe la produzione di brani in italiano, ma la sua carriera all'estero proseguì senza sosta, anche come produttore e autore. Da questo punto di vista il suo successo più significativo fu il testo in lingua inglese  di My Way, sulla musica di Comme d'habitude, nota in Francia nell'interpretazione dell'autore Claude François. My Way  venne incisa nel 1968 da Frank Sinatra e fu un successo planetario. L'anno successivo anche Paul Anka incise la canzone e negli anni il brano è stato rivisitato da numerosi artisti, quali Mireille Mathieu, Nina Simone, Elvis Presley, Sid Vicious, Nina Hagen e dai Gipsy Kings.
Nel 1974 il singolo (You're) Having My Baby con Odia Coates rimase al primo posto nella Billboard Hot 100 per tre settimane. Nel 1983 scrisse, assieme a Michael Jackson, la canzone Love Never Felt So Good in cui suonava il piano: tale canzone verrà poi pubblicata solo il 13 maggio 2014 all'interno del secondo album postumo di Michael Jackson Xscape (deluxe edition). Nel 2005 incise Rock Swings, nel quale interpretò grandi successi della tradizione rock riarrangiati in chiave swing. Fra i brani Jump dei Van Halen, Smells Like Teen Spirit dei Nirvana e Black Hole Sun dei Soundgarden. Nell'agosto del 2007 pubblica, in occasione dei suoi 50 anni di carriera, il Compact disc intitolato "Classic song - My Way".

## Vita privata
Paul Anka si è sposato tre volte: tutti i suoi matrimoni sono finiti col divorzio. Il primo, celebrato nel 1963, è naufragato nel 2000, mentre quelli successivi sono stati di breve durata. Anka ha sei figli: cinque femmine, con nomi tutti inizianti per A - Amanda, Alicia, Alexandra, Amelia, Anthea - e un maschio, Ethan. La primogenita Amanda ha sposato Jason Bateman. 

## Riconoscimenti
- Young Hollywood Hall of Fame (1950's)

## Filmografia parziale da attore

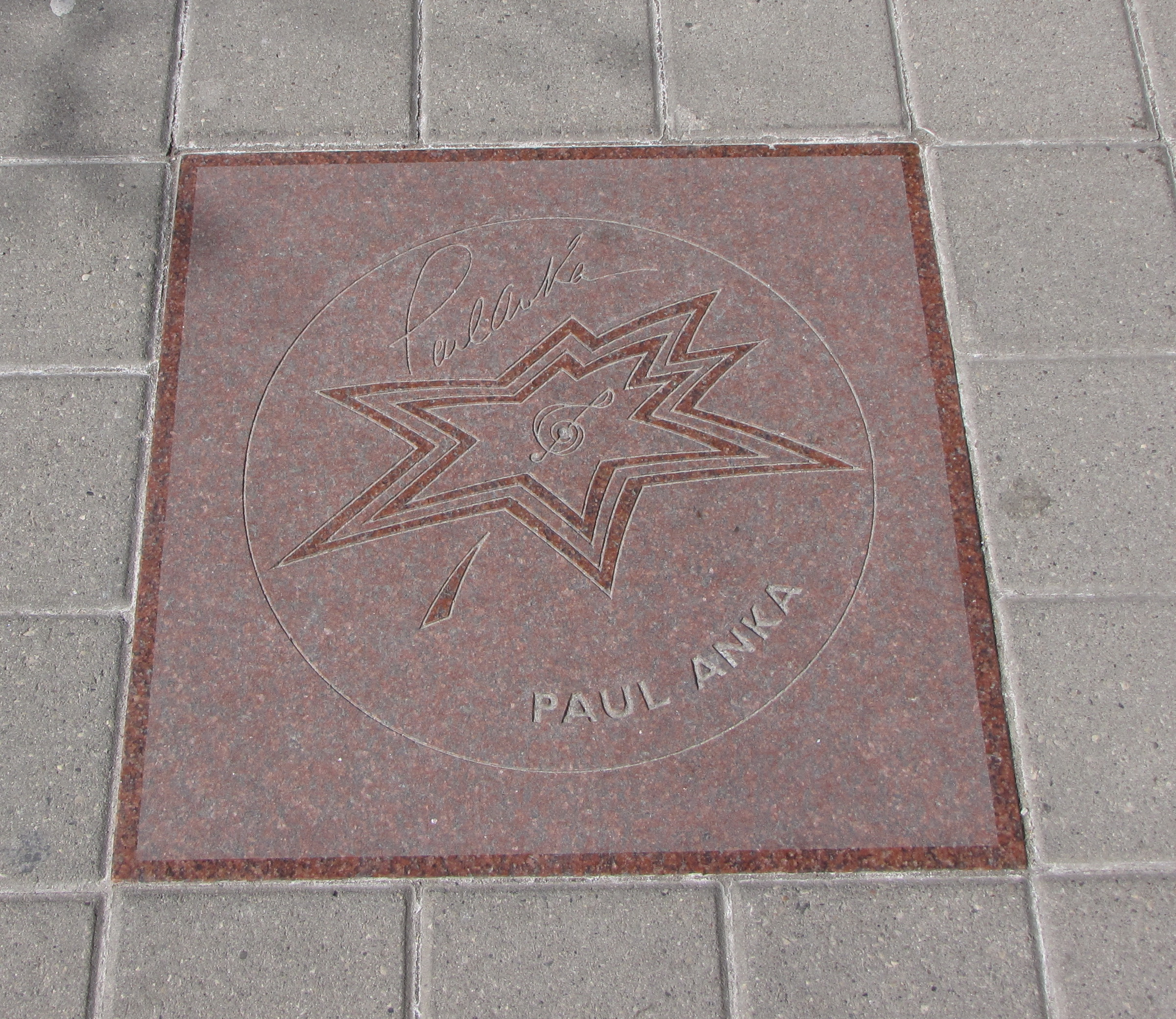
La stella di Paul Anka nella Canada's Walk of Fame

### Cinema
- Let's Rock, regia di Harry Foster (1958)
- Girls Town, regia di Charles F. Haas (1959)
- La vita intima di Adamo ed Eva (The Private Lives of Adam and Eve), regia di Mickey Rooney e Albert Zugsmith (1960)
- Finestre sul peccato (Look in any Window), regia di William Alland (1960)
- Il giorno più lungo (The Longest Day), regia di Darryl F. Zanuck, Ken Annakin, Bernhard Wicki, Andrew Marton e Gerd Oswald (1962)
- Finché dura siamo a galla (Captain Ron), regia di Thom Eberhardt (1992)
- Ordinary Magic, regia di Giles Walker (1993)
- Il tempo dei cani pazzi (Mad Dog Time), regia di Larry Bishop (1996)
- La rapina (3000 Miles to Graceland), regia di Demian Lichtenstein (2001)

### Televisione
- Perry Mason: Omicidio sull'asfalto (Perry Mason: The Case of the Maligned Mobster), regia di Ron Satlof (1991)
- Shake, Rattle and Rock!, regia di Allan Arkush (1994)
- Paul Anka: Live in Switzerland, regia di Paul Anka (2013)

## Autore di colonne sonore
- Il giorno più lungo - anche attore (1962)
- Lo squalo (Jaws), regia di Steven Spielberg (1975)
- Quei bravi ragazzi (Goodfellas), regia di Martin Scorsese (1990)
- Fargo (Fargo), regia di Joel ed Ethan Coen (1996)
- The Astronaut's Wife - La moglie dell'astronauta (The Astronaut's Wife), regia di Rand Ravich (1999)
- Love Actually - L'amore davvero (Love Actually), regia di Richard Curtis (2003)
- The Mask 2 (Son of the Mask), regia di Lawrence Guterman (2005)
- Happy Feet, regia di George Miller (2006)
- Benvenuti a Zombieland (Zombieland), regia di Ruben Fleischer (2009)
- The Brutalist, regia di Brady Corbet (2024)

## Discografia

### Album in studio
- 1958 - Paul Anka
- 1959 - My Heart Sings
- 1960 - Anka at the Copa
- 1960 - Swings for Young Lovers
- 1961 - It's Christmas Everywhere
- 1962 - Young, Alive, and in Love!
- 1962 - Let's Sit This One Out
- 1963 - 3 Great Guys (Paul Anka, Sam Cooke e Neil Sedaka)
- 1968 - Goodnight My Love
- 1969 - Life Goes On
- 1972 - Paul Anka
- 1972 - Jubilation
- 1974 - Anka
- 1975 - Feelings
- 1975 - Times of Your Life
- 1976 - The painter
- 1977 - The Music Man
- 1978 - Listen to Your Heart
- 1979 - Headlines
- 1981 - Both Sides of Love
- 1983 - Walk a Fine Line
- 1987 - Freedom for the World
- 1989 - Somebody Loves You
- 1996 - Amigos
- 2005 - Rock Swings
- 2007 - Classic Songs, My Way
- 2011 - Songs of December
- 2013 - Duets
- 2021 - Making Memories
- 2022 - Sessions

## Doppiatori italiani
- Carlo Cosolo in Finchè dura siamo a galla